# Puente de Hierro sobre el río Nandu
El Puente de Hierro sobre el río Nandu (chino: 海口南渡江铁桥), también conocido como el puente de hierro del Diablo o el Puente Viejo de Hierro, y originalmente llamado El Puente del Palacio Lu (吕宫桥), es un puente en celosía de acero, parcialmente destruido, que cruzaba el Río Nandu, al norte de la Provincia de Hainan, China. Fue abierto al tráfico en 1942 y fue el primer puente sobre el Río Nandu.

## Historia

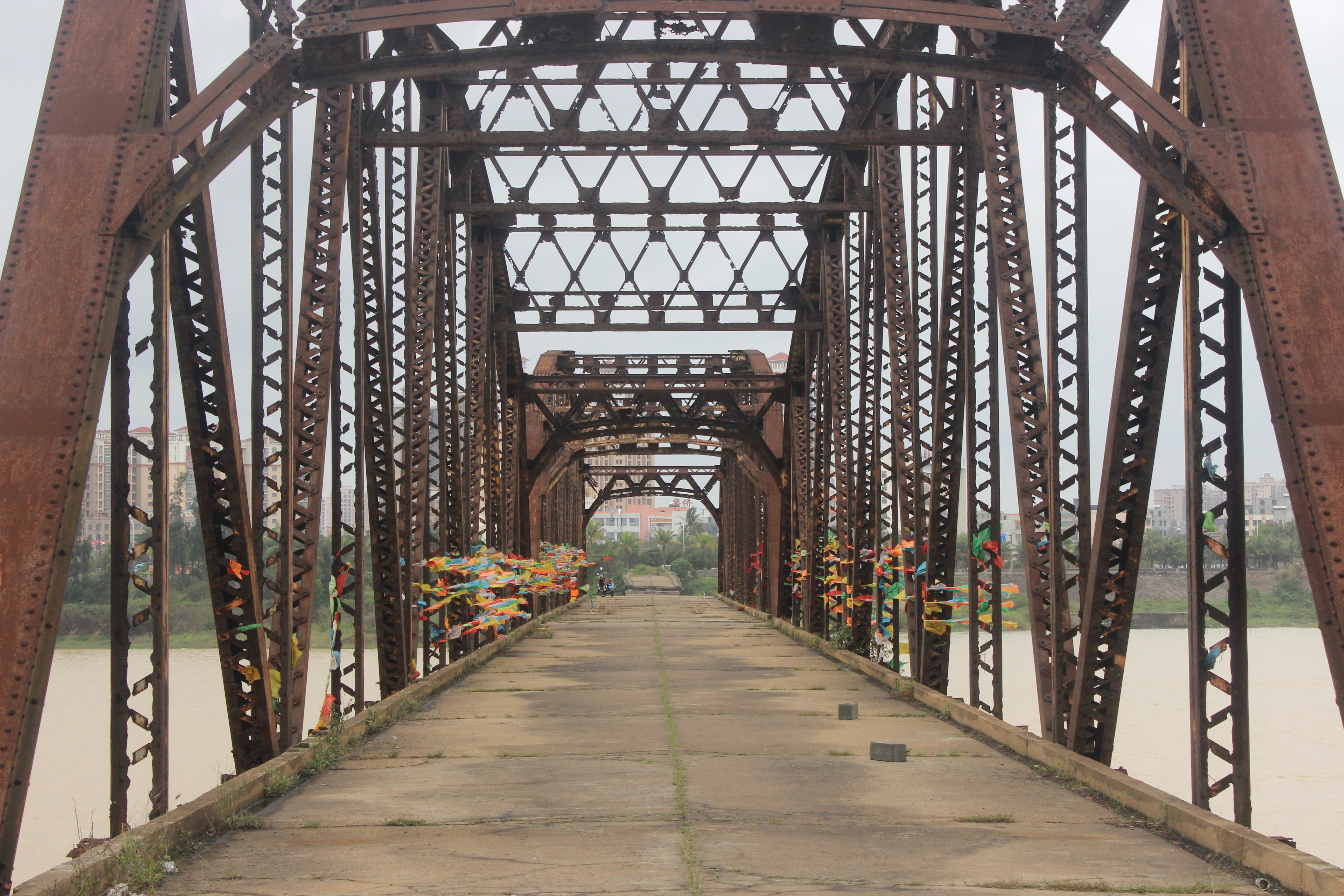
Vista desde el tablero del puente.

El puente fue construido por el Ejército imperial japonés durante la Segunda guerra Chino-japonesa para proporcionar acceso a la zona al oeste del río. El 26 de marzo de 1940, se aprobó comenzar el diseño y la construcción del mismo. La construcción del puente se asignó a la compañía japonesa Grupo Constructor Shimizu, siendo construidos los marcos de acero en los astilleros de Takao (Taiwán).
El puente tenía una longitud de 785,34 metros, 6,8 metros de ancho, y un tablero de hormigón. Una garita de vigilancia de hormigón aun permanece en el extreme oriental del puente. El puente fue diseñado para una vida útil de 20 años, y para una carga máxima de 20 toneladas. Durante 1945 la aviación aliada intentó en varias ocasiones bombardear el puente, pero fracasó en sus intentos de destruir la estructura. Después del final de la ocupación japonesa, la carga máxima se redujo a 10 toneladas y se limitó el tráfico a un único sentido.
En 1984, el puente fue oficialmente cerrado debido a la construcción, aproximadamente 5 kilómetros aguas abajo, del Puente de Qiongzhou.

## Colapso del puente

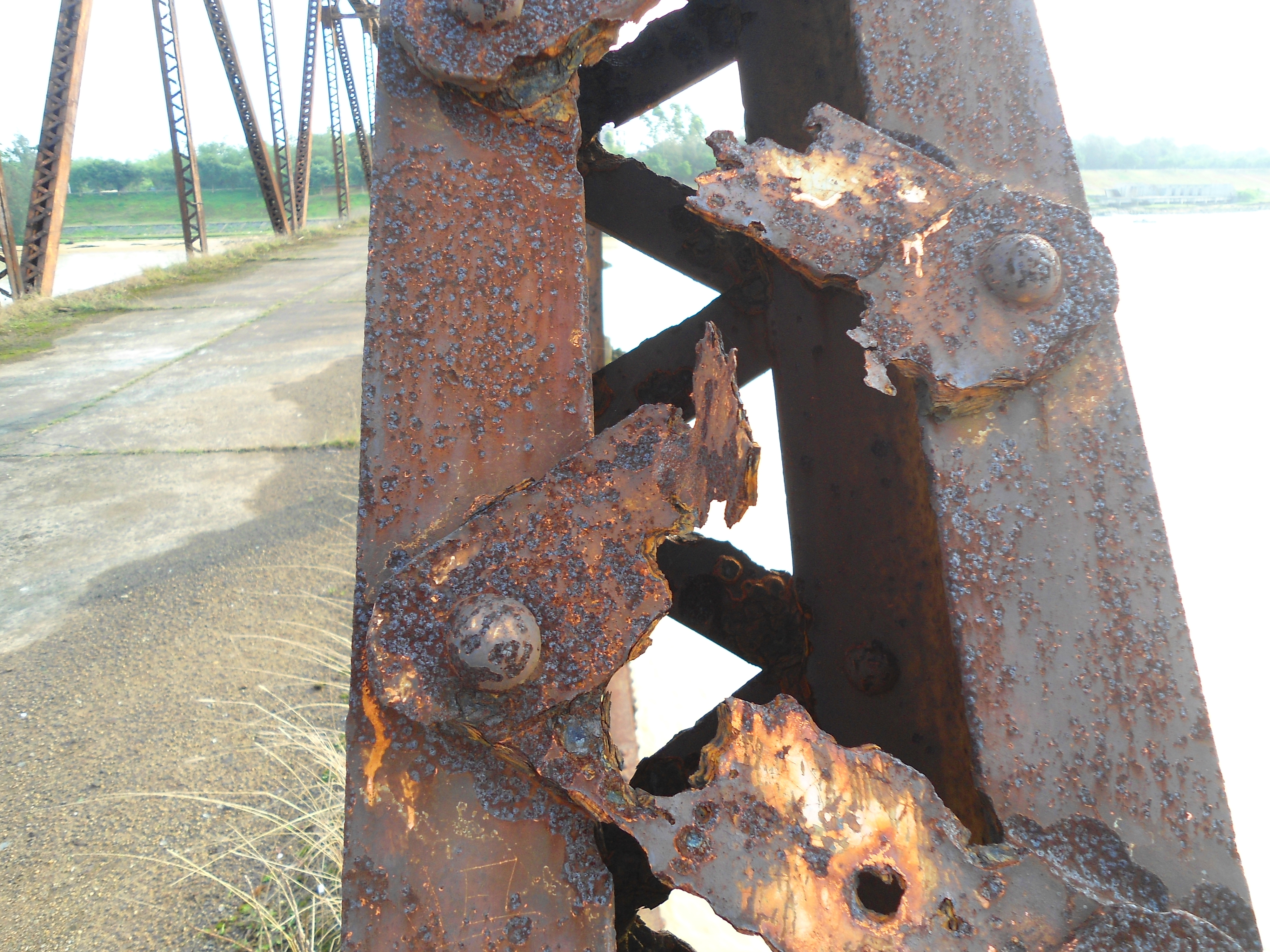
Evidente deterioro del puente

En octubre de 2000, unas fuertes inundaciones causaron el derrumbamiento de la parte occidental del puente, dejando en pies solo tres de las celosías. que se encuentran fuertemente corroídas. Preocupaciones sobre el potencial derrumbamiento completo del puente ha llevado a algunos a sugerir su desmantelamiento. Los residentes de la zona y otros colectivos han expresado su deseo de preservarlo como monumento histórico.
En la actualidad el puente atrae fotógrafos, turistas o parejas de recién casados que utilizan el puente como fondo para las fotos de boda. Todos los 18 de septiembre también acuden grupos de personas para realizar ofrendas religiosas.

## Galería de imágenes

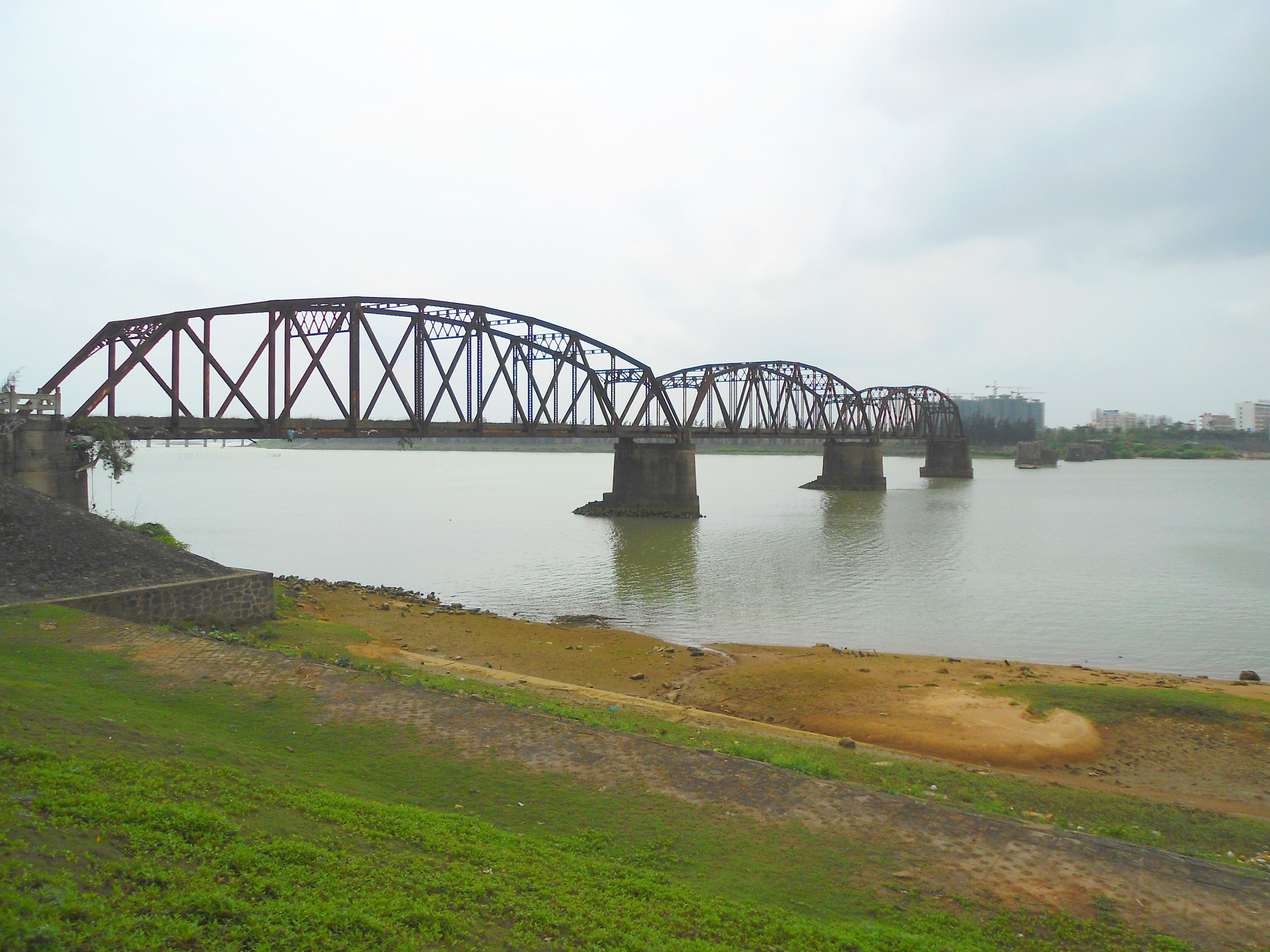
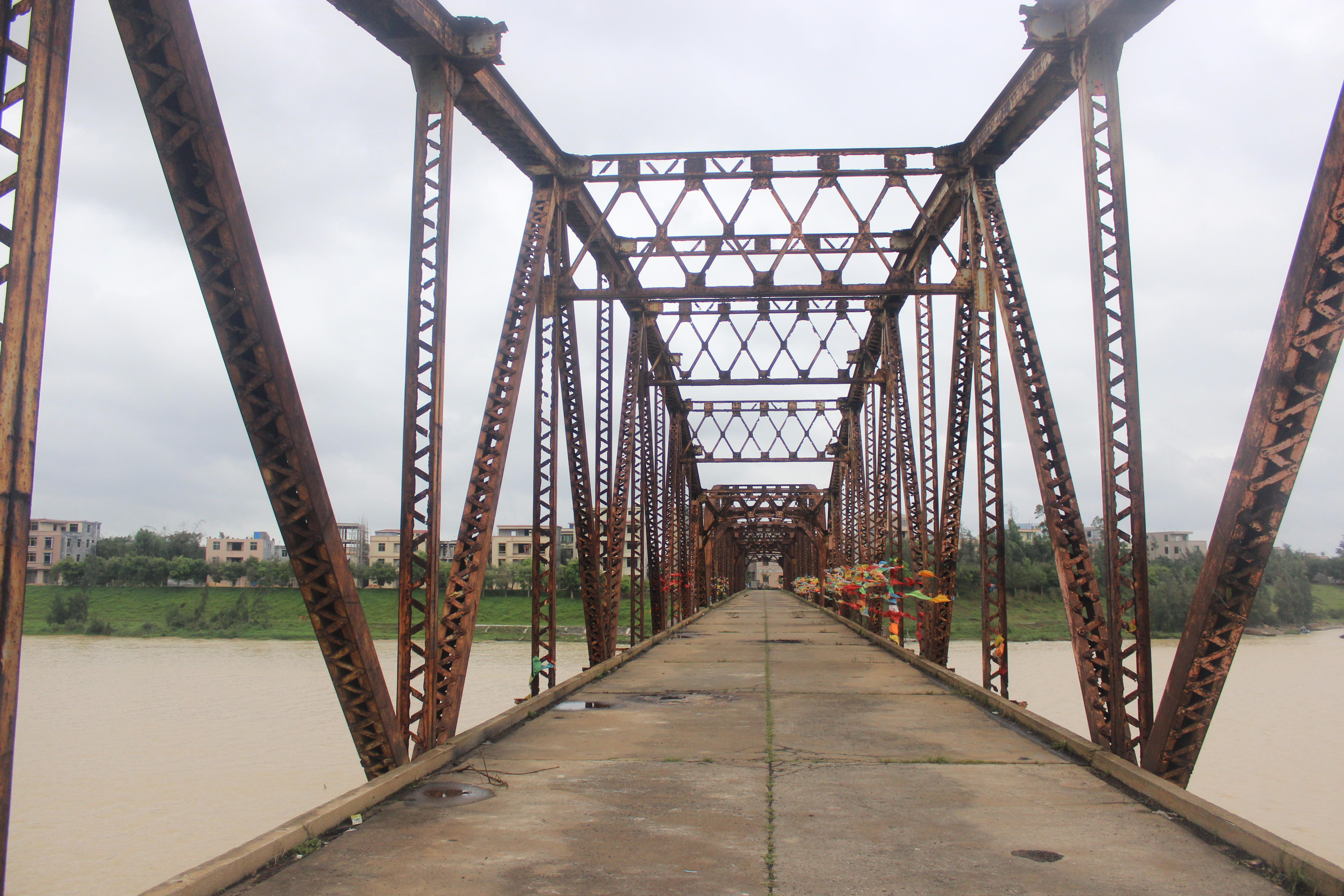
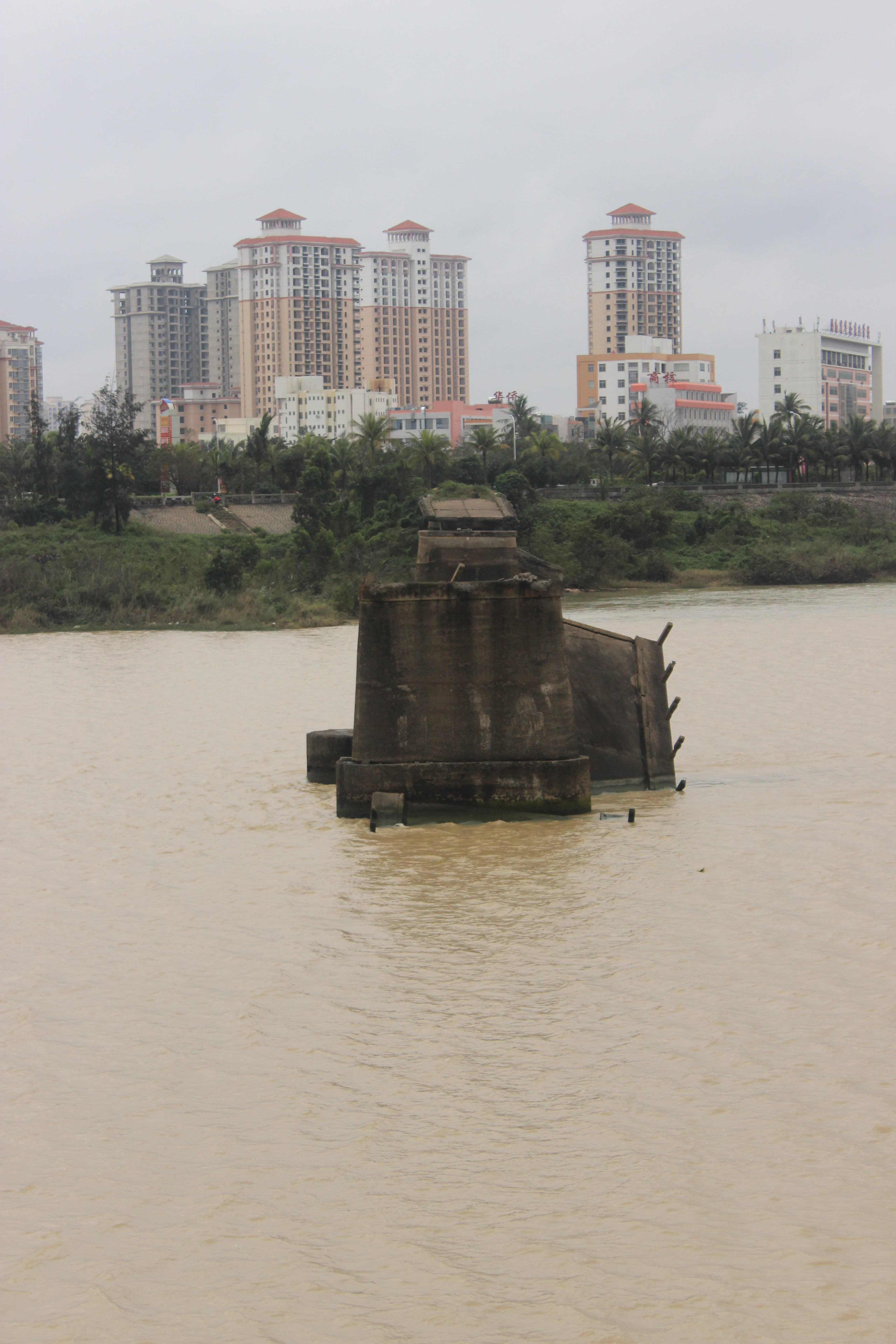
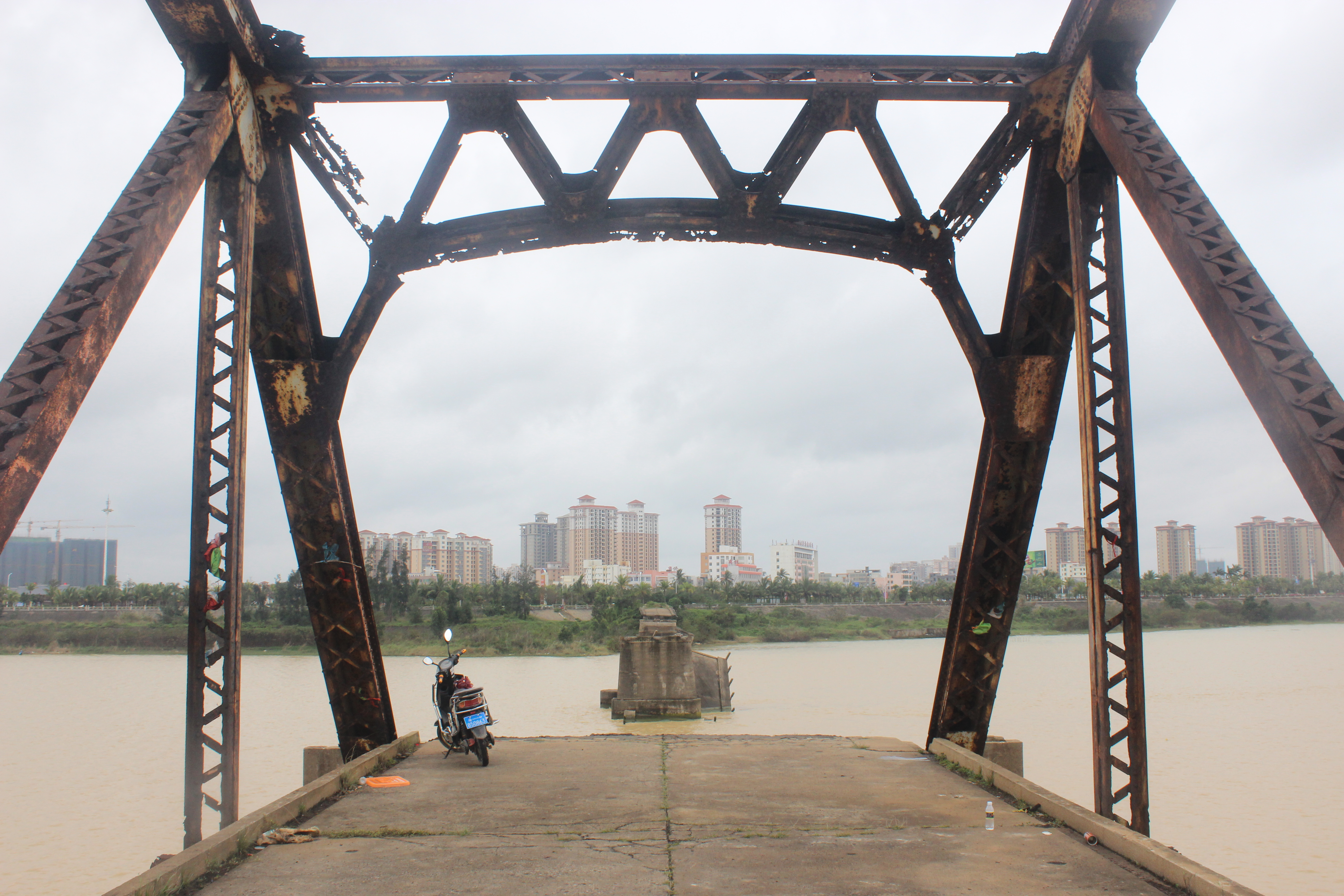
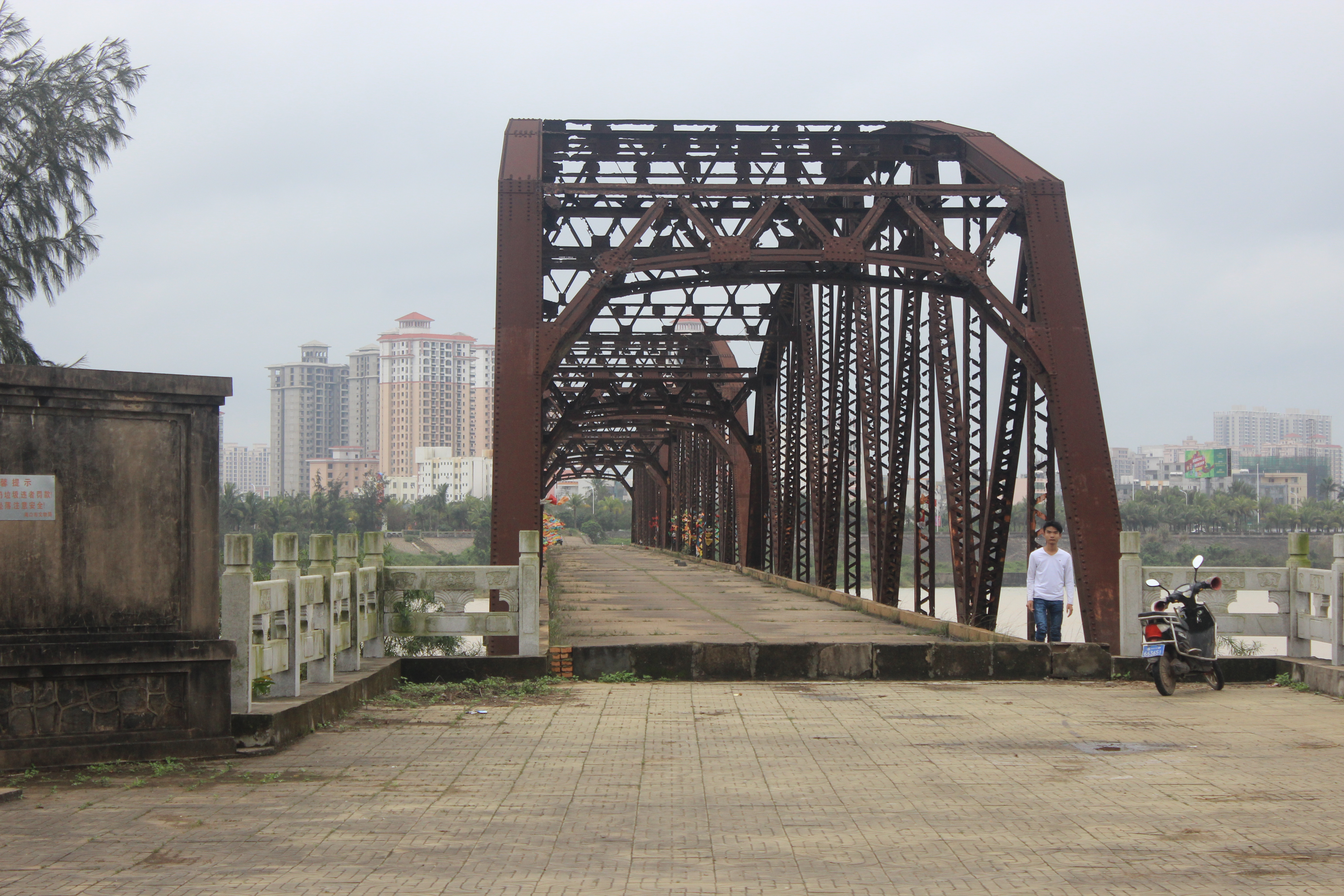
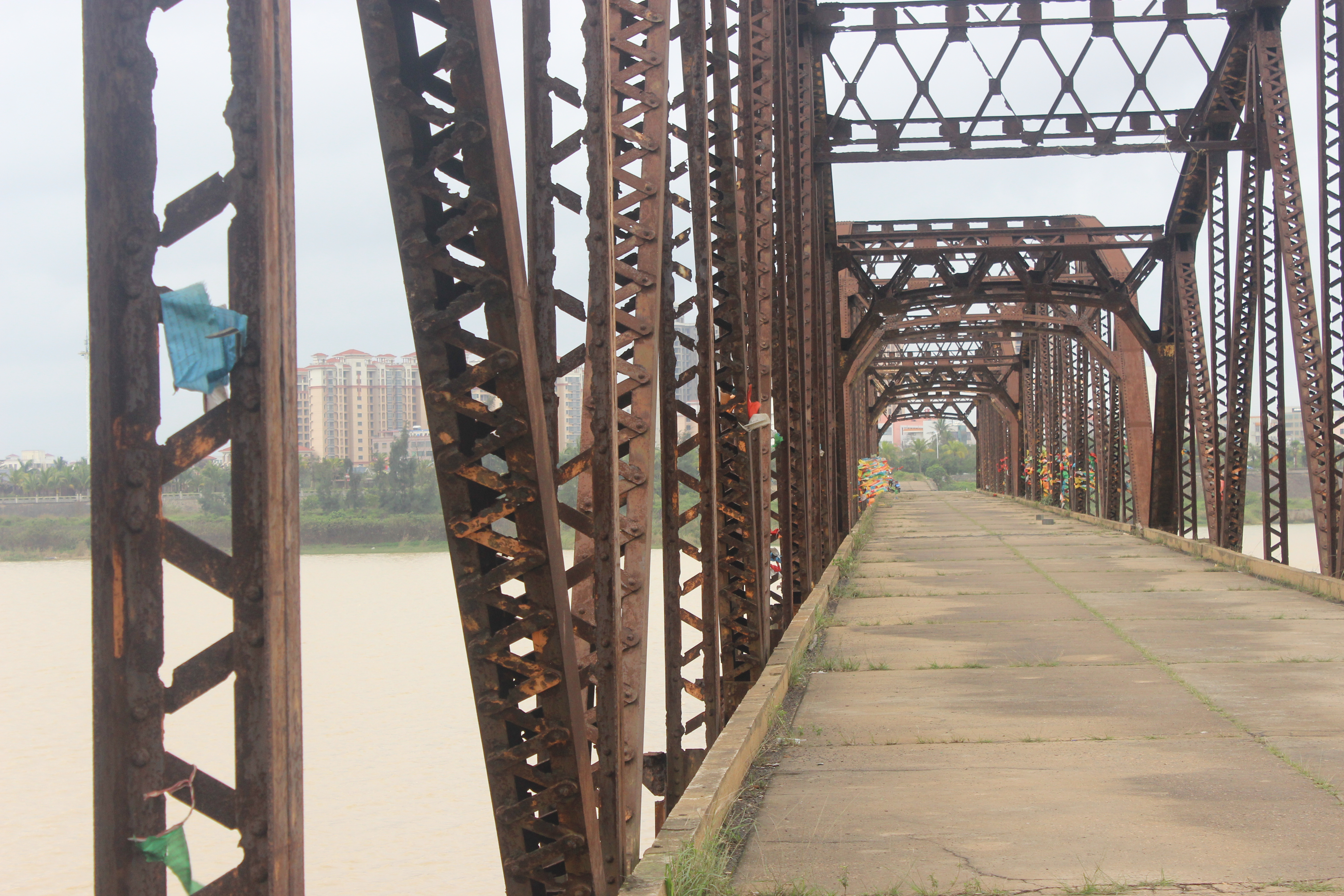
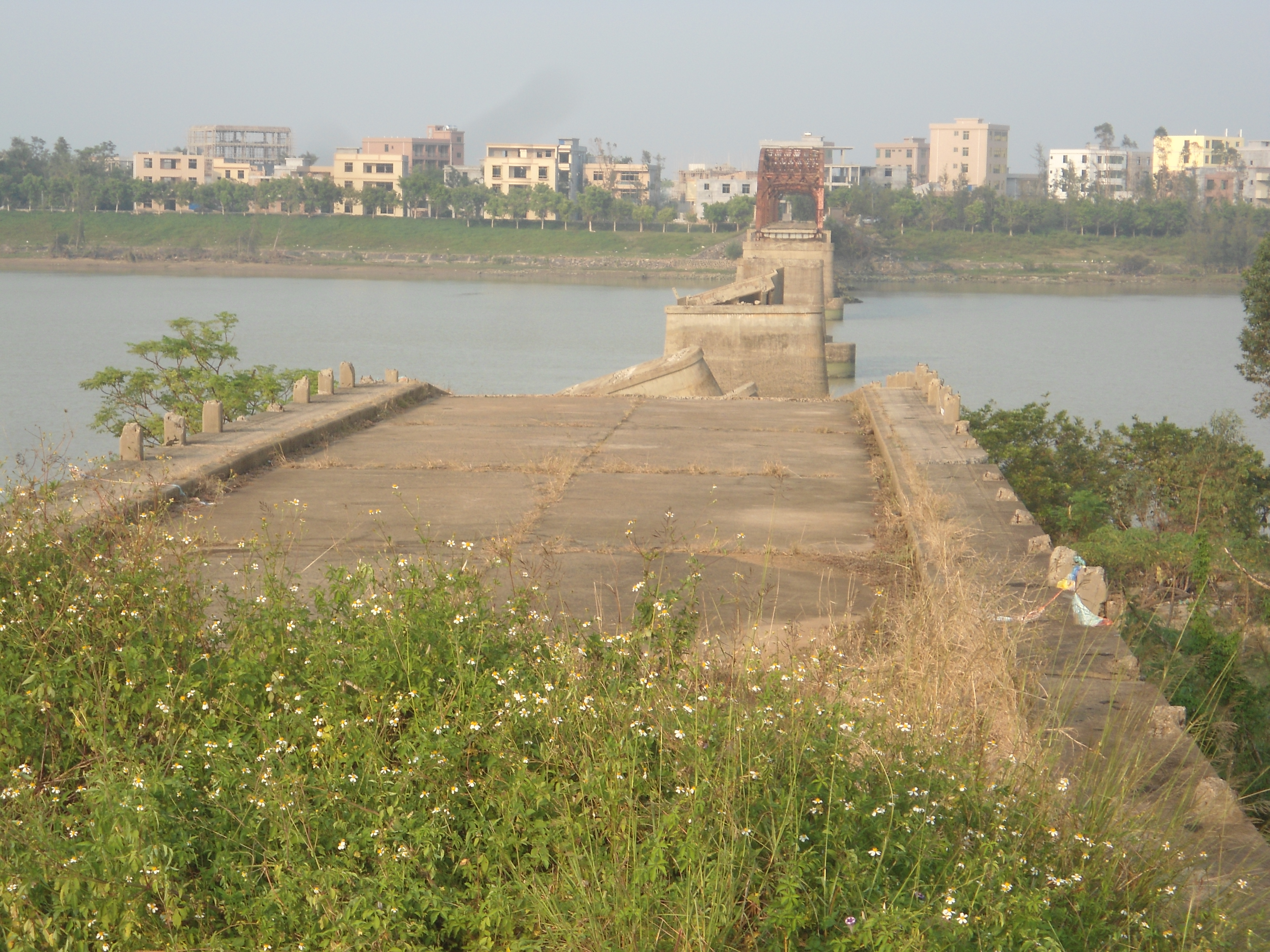
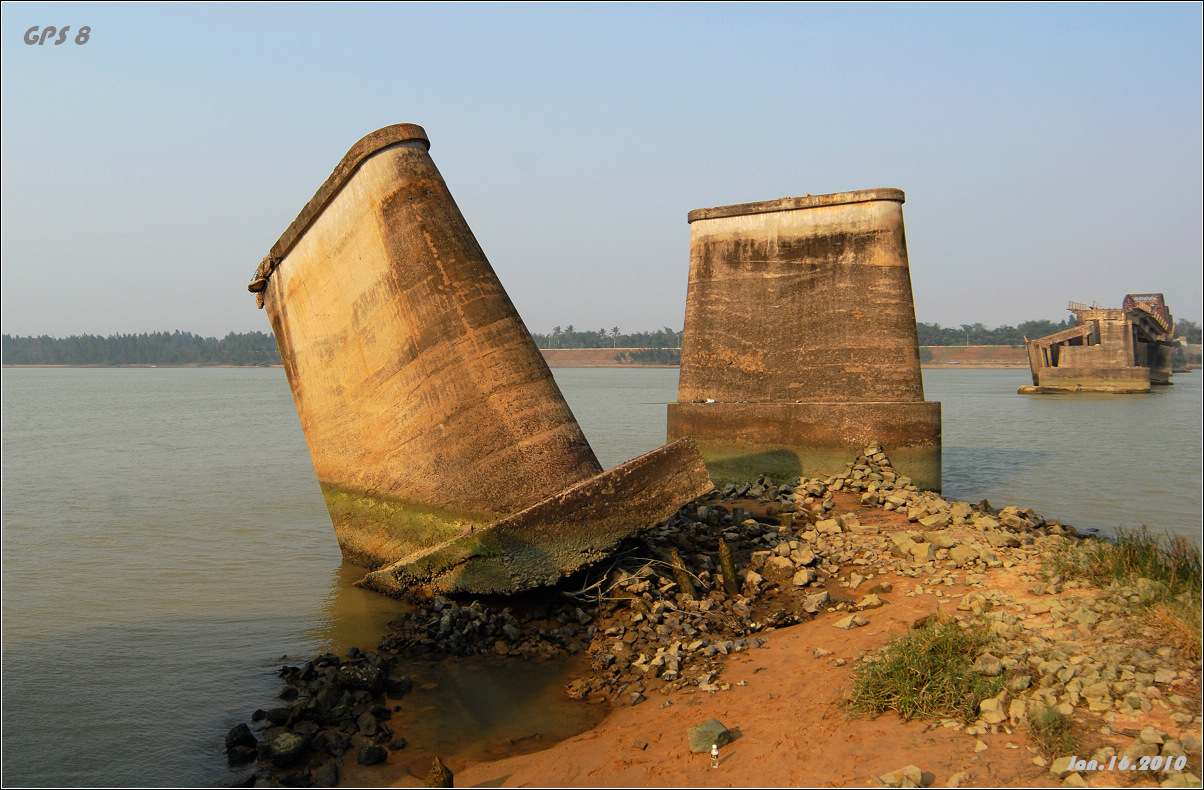